# Église Saint-Nicolas de Kovda
L'église Saint-Nicolas-le-Thaumaturge de Kovda est une église orthodoxe en bois, située dans le village de Kovda, dans l'oblast de Mourmansk, en Russie européenne. L'édifice est classé dans la liste de l'héritage patrimonial de la Russie d'importance fédérale depuis 1960.

## Géographie
L'église est située dans le village de Kovda, dans le raïon de Kandalakcha, dans l'oblast de Mourmansk.

## Histoire
Situé dans un ancien village pomor, la date de construction de l'église reste inconnue, mais les premières mentions d'une église sur le site date du xve siècle. Le clocher de l'église est construit vers 1705, tandis que le bâtiment du réfectoire de l'église remonte au xixe siècle. 

## Patrimonialité
L'édifice est classé dans la liste de l'héritage patrimonial de la Russie d'importance fédérale sous le no 511510198260006.